# CVnCoV
CVnCoV (empfohlener INN: Zorecimeran) war ein COVID-19-Impfstoff-Kandidat des Biopharmazie-Unternehmens Curevac. Er wurde ab Januar 2020 als RNA-Impfstoff entwickelt.
Ab Dezember 2020 lief eine Phase 2b/3-Studie, in die mehr als 35.000 Probanden eingeschlossen wurden. Nach der Pressemitteilung des Herstellers von Juni 2021 hat der Impfstoff, über alle Altersgruppen und Virusvarianten hinweg, eine „Impfstoffwirksamkeit von 48% gegen COVID-19-Erkrankung jeglichen Schweregrades“ erreicht.
Mitte Oktober 2021 zog Curevac CVnCoV aus dem Zulassungsverfahren bei der Europäischen Arzneimittelagentur EMA sowie in der Schweiz zurück.

## Impfstoff
Der Impfstoff enthält neben RNA noch Wasser, Natriumchlorid und ein Transfektionsreagenz. Als Transfektionsreagenz wird ein basisches Lipid verwendet.

### Verwendung unmodifizierter RNA
CVnCoV besteht wie die Impfstoffe von Biontech/Pfizer und Moderna aus mRNA, die in eine Lipidhülle eingepackt ist. Die in CVnCoV verwendete mRNA besteht nur aus natürlichen RNA-Bausteinen, während die anderen Impfstoffe modifizierte RNA verwenden, bei der unter anderem das Nukleosid Uridin durch Pseudouridin ersetzt wird. Nach einem Medienbericht besitzen Moderna und Biontech die Lizenz zur Verwendung von Pseudouridin, nicht aber Curevac. Modifizierte RNA unterscheidet sich in ihrer Wirkung von unmodifizierter dadurch, dass das angeborene Immunsystem auf sie viel schwächer reagiert und die modifizierte RNA dadurch leichter in die Zellen eindringen kann und die gewünschten Proteine herstellen kann.

### Adaptive Immunantwort und Reaktogenität gegenüber dem Impfstoff
Nach der Phase-1-Studie verwendete CureVac für eine Impfstoffdose 12 µg des Wirkstoffs, die Laborwerte der damit erzielten adaptiven Immunantwort gegenüber dem SARS-CoV-2-Virus ähneln nach Aussage der Studienveröffentlichung (ohne Peer-Review) denen einer überstandenen natürlichen Infektion. Die Antikörpermengen sind damit um den Faktor 2 bis 5 niedriger als bei mRNA-1273 von Moderna oder Tozinameran von Biontech. Die Menge der neutralisierenden Antikörper ist nach der CVnCoV-Impfung geringer als nach einer durchgemachten natürlichen Infektion.
Der Impfstoff aktiviert bei dieser Dosis das angeborene Immunsystem deutlich, in der (im November 2020 publizierten) Phase-1-Studie bekamen bei der ersten Impfung von den 28 Probanden, die 12 µg des Wirkstoffs erhielten, 16 Probanden (entspricht 57 %) vorübergehend Fieber und 24 (entspricht knapp 86 %) bekamen vorübergehend Schüttelfrost, während in der Placebogruppe niemand Fieber oder Schüttelfrost bekam. Bei der Zweitimpfung bekamen 14 von 26 Probanden (54 %) Fieber und 21 von 26 Probanden (81 %) Schüttelfrost.
Der unmodifizierte mRNA-Impfstoff CVnCoV ist damit insbesondere bei der Erstimpfung sehr viel „reaktogener“ als die Impfstoffe mit modifizierter mRNA von Biontech/Pfizer bzw. Moderna, so gab es nach den Ergebnissen der Phase-3-Studie bei mRNA-1273 in der Gruppe der Geimpften unter 65 Jahren bei 105 von 11401 Probanden (0,9 %) Fieber bei der Erstimpfung und bei der Zweitimpfung erhöhte sich der Anteil dort auf 1806 von 10357 Probanden (17,4 %); bei der Gruppe der Probanden ab 65 Jahren waren es 0,3 % bzw. 10,2 %.
Die höhere Reaktogenität wird vielfach der unmodifizierten mRNA zugeschrieben, es gibt aber auch noch andere Ansätze: es könnte an strukturellen Unterschieden in den nicht-kodierenden Abschnitten der mRNA-Sequenz liegen, die höhere Lagertemperatur könnte zu einem verstärkten Aufbrechen der mRNA-Sequenz führen und außerdem könnten Verunreinigungen beim Herstellungsprozess eine Rolle spielen.

## Geschichte

### Entwicklung und Auswahl des Impfstoffkandidaten
Das Impfstoffprojekt wurde Anfang 2020 begonnen. Zunächst wurden mehrere Kandidaten entwickelt.
Anfang März 2020 begannen Versuche an Mäusen. Von anfangs sieben Varianten wurden zunächst vier und anschließend zwei weiterverfolgt. Die Auswahl erfolgte laut Unternehmensangaben aufgrund von Daten zu humoralen und zellulären Immunogenität, „einer ausgewogenen Immunantwort“ sowie der Fähigkeit zur Massenproduktion.
Die beiden Varianten befanden sich Mitte März 2020 in Produktion und sollten ab Frühsommer klinischen Tests unterzogen werden, um die Variante mit der besten Wirkung zu finden. Letztlich wurde der als CVnCoV bezeichnete Kandidat ausgewählt. Im März 2020 versuchte US-Präsident Donald Trump laut Medienberichten den Impfstoff exklusiv für die Vereinigten Staaten zu sichern, was aber nach Aussage des Unternehmens nicht zutrifft.
Im Dezember 2020 wurden Ergebnisse einer präklinischen Studie mit Rhesusaffen als Preprint veröffentlicht. 18 Tiere wurden in drei Gruppen aufgeteilt, von denen eine keine Impfung und die anderen beiden im Abstand von vier Wochen je 0,5 bzw. 8 μg CVnCoV erhielten. Vier Wochen nach der zweiten Impfung wurden sie einer Belastungsinfektion mit je 5 mal 100.000 PFU Virus ausgesetzt. Weitere viereinhalb Wochen später wiesen die mit 8 μg geimpften Tiere eine gegenüber den anderen Gruppen rund zehnfach geringe Viruslast in den oberen Atemwegen auf. In den unteren Atemwegen war das Virus nur in dieser Gruppe nicht mehr nachweisbar.

### Phase-1-Studie
Mitte Juni 2020 genehmigte das Paul-Ehrlich-Institut die klinische Prüfung (Phase 1) eines Impfstoffkandidaten an insgesamt 168 gesunden erwachsenen Probanden im Alter zwischen 18 und 60 Jahren, von denen 144 geimpft werden sollten. Dabei sollte eine stufenweise Erhöhung der Dosis zur Ermittlung der generellen Sicherheit und Verträglichkeit erfolgen sowie einer geeigneten Dosis für die Erzeugung einer spezifisch gegen SARS-CoV-2 gerichteten Antikörper-Immunantwort. Dabei sollten zwei Dosen im Abstand von vier Wochen gegeben und im Zuge der Studie der Dosisbereich von 2 µg auf bis zu 20 µg erhöht werden. In der ursprünglichen genehmigten Studie gab es drei Dosisgruppen von 2 µg, 4 µg und 8 µg mit jeweils 48 Probanden und 8 Placebo-Empfängern.
Eine Zwischenanalyse zeigte, dass Dosen von CVnCoV zwischen 2 μg und 12 μg pro Dosis, die im Abstand von 28 Tagen verabreicht wurden, als sicher eingestuft werden konnten. Bei allen Teilnehmern, die 12-μg-Dosen erhielten, wurde zwei Wochen nach der zweiten Impfung eine Serokonversion (definiert als vierfacher Anstieg gegenüber dem Basistiter) der virusneutralisierenden Antikörper beobachtet. Vorläufige Ergebnisse in der Untergruppe von Probanden, die zu Studienbeginn mit bekannter SARS-CoV-2-Seropositivität aufgenommen wurden, zeigten (laut Preprint), dass CVnCoV auch in dieser Population sicher und gut verträglich ist und in der Lage ist, die bereits vorhandene Immunantwort selbst bei niedrigen Dosisstärken zu verstärken. Auf der Grundlage dieser Ergebnisse wird eine Dosis von 12 μg in weiteren klinischen Untersuchungen getestet.
In der 12-µg-Dosis-Gruppe erhielten 28 Probanden die erste Impfdosis, 26 Probanden auch die zweite Impfdosis, aber nur von 11 Probanden waren Blutproben für die Statistik in der Studienveröffentlichung verfügbar; in der Placebo-Gruppe dagegen waren von allen 30 Probanden, die am zweiten Termin teilnahmen, auch Blutproben verfügbar.

### Phase-2a-Studie
Ende September 2020 begann eine Phase-2a-Studie in Peru und Panama, die die Wirksamkeit und Sicherheit verschiedener Dosierungen weiter testet. Die Studie umfasste 660 Teilnehmer.
Im März 2021 kündigte Curevac an, im Rahmen eines geänderten Studienprotokolls Wirksamkeitsdaten von rund 270 Probanden über 60 Jahren aus der Phase 2a zu erheben. Darüber hinaus wird eine dritte Impfung getestet: bei den Probanden über 60 Jahren einen Monat nach der Zweitimpfung, bei den Jüngeren sechs Monate nach der Zweitimpfung.

### Phase-2b/3-Studien
Am 14. Dezember 2020 begann die kombinierte Phase-2b/3-Studie für den Impfstoffkandidaten. Im Rahmen der so genannten „HERALD“-Studie sollten 36.500 Probanden ab 18 Jahren, insbesondere in Europa und Lateinamerika, eingeschlossen werden. Die Probanden erhalten im Abstand von 28 Tagen entweder je 12 μg Impfstoff oder ein Placebo. Die wesentlichen Ziele sind die Bewertung der Wirksamkeit und der Sicherheit. In beiden Phasen erhält jeweils die Hälfte der Teilnehmer den Impfstoff, die andere Hälfte ein Placebo. Die Studie lief in insgesamt etwa 45 Zentren weltweit, überwiegend aus Lateinamerika. Mehr als ein Drittel der Teilnehmer hatten laut Studienleitung Vor- und Begleiterkrankungen.
Im Phase-2b-Anteil der Studie sollten zunächst anhand von 4000 Probanden Daten zur Sicherheit, Reaktogenität und Immunogenität erhoben werden. Soweit eine erste Sicherheitsüberprüfung, die nach Rekrutierung von etwa 1000 Teilnehmern erfolgen sollte, positiv ausfällt, sollte die Phase 3 parallel zur weiter laufenden Phase 2b beginnen. Für die Phase 3 waren zunächst rund 32.500 Teilnehmer vorgesehen. Die abschließende Auswertung zur Wirksamkeit soll nach 185 Covid-19-Fällen erfolgen, Zwischenanalysen sind nach 56 bzw. 111 Fällen vorgesehen. Diese haben auch den Zweck, bei hoher Wirksamkeit den Zulassungsantrag für den Impfstoff bereits früher zu stellen, im günstigsten Fall bereits nach 56 Fällen. Berücksichtigt werden nur Fälle, bei denen erste Covid-19-Symptome frühestens 15 Tage nach der zweiten Impfung auftreten. Covid-19-Fälle, die bei Teilnehmern der Phase 2b auftreten, sollen dabei aufgrund des einheitlichen Studiendesigns auch mit berücksichtigt werden können.
Nach Unternehmensangaben waren Anfang Mai 2021 mehr als 37.000 Teilnehmer in die Studie eingeschlossen. Insbesondere aus Peru würden viele Infektionsfälle gemeldet.
Laut Herstellerangaben von Ende Mai 2021 habe die Phase-2b/3-Studie noch nicht genügend Daten geliefert, um die Wirksamkeit des Impfstoffs statistisch signifikant zu belegen. Am 17. Juni gab Curevac Ergebnisse einer weiteren Zwischenanalyse bekannt. Nach 134 Covid-19-Fällen „jeglichen Schweregrades“ habe der Impfstoff eine Wirksamkeit von 47 % gezeigt und damit vorgegebenen statistischen Erfolgskriterien nicht erreicht. Von 124 sequentierten Fällen sei nur einer auf die ursprüngliche Virusvariante entfallen, 57 % hingegen auf „besorgniserregende Varianten“. Insgesamt seien wenigstens 29 Virusstämme beobachtet worden. Die statistischen Erfolgskriterien seien damit nicht erreicht, die laufende Studie sollte aber bis zur finalen Analyse fortgesetzt werden. Laut dem Studienleiter, Peter Kremsner, sei diese 12-µg-Dosis „schon ziemlich unverträglich“ gewesen und erkläre maßgeblich die unter den für eine Zulassung notwendigen 50 % liegende Wirksamkeit. In der Studie zum zweiten Zwischentermin sind 134 Covid-19-Erkrankungen für die Statistik gewertet worden, aber es gab bis zu dem Zeitpunkt noch weitere 474 mögliche Covid-19-Erkrankungen in der Studie, darunter 370 in Lateinamerika.
Am 30. Juni 2021 meldete der Hersteller die Ergebnisse einer weiteren Analyse seiner Phase-2b/3-Studie auf seiner Webseite. Von 228 bestätigten Fällen entfielen bis dahin 83 auf die geimpfte und 145 auf die Placebo-Gruppe. Dies entspricht einer Wirksamkeit, gegen Covid-19-Erkrankungen jedweden Schweregrads, von 48 %. In der Altersgruppe von 18 bis 60 Jahren liegt die Wirksamkeit bei 53 % (71 vs. 136 Fälle). In dieser Altersgruppe lag die Wirksamkeit gegen moderaten und schweren Krankheitsverlauf bei 77 % (9 vs. 36 Fälle), vor Krankenhausaufenthalt und Tod war sie vollständig (0 vs. 6 Fälle). In der Altersgruppe über 60 Jahre, die 9 % der untersuchten Fälle darstellten, konnte keine positive Wirksamkeit festgestellt werden, denn in dieser Altersgruppe gab es 9 Erkrankungen bei den Placebo-Empfängern und 12 Erkrankungen bei den Impfstoffempfängern. Von den insgesamt 228 Fällen wurden 204 sequenziert, um die Virusvariante zu ermitteln. Die Hälfte der Fälle sei dabei auf besorgniserregende Varianten entfallen, drei Prozent auf die Ursprungsvariante. Die Studie solle fortgesetzt werden.
Im Oktober 2021 wurde der Impfstoffkandidat zurückgezogen, außerdem wurde im Oktober publik, dass die Meldung von Nebenwirkungen aufgrund der verwendeten App sich als schwierig erwies.

### Zulassungsverfahren
Im Januar 2021 erklärte das deutsche Bundesgesundheitsministerium eine Zulassung des Impfstoffs im Laufe des 1. Quartals 2021 für wahrscheinlich, der Hersteller rechnete zu dem Zeitpunkt mit einer Zulassung im 2. Quartal 2021.
Der Ausschuss für Humanarzneimittel der Europäischen Arzneimittel-Agentur startete am 12. Februar 2021 ein Rolling-Review-Verfahren füŕ den CVnCoV-Impfstoff. Das erwartete Zulassungsdatum verschob sich in der Folgezeit mehrfach nach hinten, unter anderem, weil die inzwischen aufgetretenen Mutationen Einfluss auf die Analysen genommen hätten. Anfang Juni 2021 wurde durch einen Medienbericht bekannt, dass sich die Zulassung weiter verzögere und nach Einschätzung des Bundesgesundheitsministeriums nicht vor August erfolgen werde. Im Oktober 2021 beendete die EMA auf Antrag von Curevac die rollierende Prüfung des Impfstoffs CVnCoV. Mitte April 2021 reichte Curevac ein rollierendes Zulassungsgesuch in der Schweiz ein.
Mitte Oktober 2021 erklärte Curevac, CVnCoV aus dem Zulassungsverfahren bei der Europäischen Arzneimittelagentur EMA sowie in der Schweiz zurückzuziehen. Die EMA erklärte, einige Fragen zum Nutzen-Risiko-Verhältnis des Impfstoffs sowie zur nur bescheidenen Wirksamkeit seien nicht zufriedenstellend geklärt. Curevac-Chef Franz-Werner Haas sagte, für die Entwicklung eines Pandemie-Impfstoffes sei es nun zu spät, die vorproduzierten Dosen würden vernichtet. Er gehe nicht davon aus, dass Curevac die EU-Vorauszahlungen von 450 Millionen Euro zurückzahlen müsse.

## Produktion und Logistik

### Stabilität
Laut Herstellerangaben ist der Impfstoffkandidat bei +5 Grad Celsius drei Monate stabil, bei Raumtemperatur bis zu 24 Stunden. Eine mögliche längere Haltbarkeit werde untersucht.

### Bestellungen
Curevac plante, den Impfstoff zunächst ausschließlich in Europa zu vermarkten. Die Europäische Union bestellte 405 Millionen Dosen zu einem Stückpreis von 10 Euro. Die Schweiz bestellte im Februar 2021 5,3 Millionen Dosen.
Curevac strebte keine Vermarktung in den Vereinigten Staaten an, da der Markt angesichts anderer bestellter Impfstoffe gesättigt sei. Gespräche mit der Impfstoffinitiative COVAX waren Mitte April 2021 im Gange.

### Förderung
Das deutsche Bundesforschungsministerium (BMFT) machte am 31. Januar 2020 publik, dass die Impfstoffallianz Coalition for Epidemic Preparedness Innovations (CEPI) Curevac bis zu 8,3 Millionen US-Dollar zahlt, um die Entwicklung, Herstellung und klinische Erprobung eines Impfstoffs zu beschleunigen.
Im Juli 2020 schlug der unabhängige wissenschaftliche Beirat des Sonderprogramms zur Beschleunigung von Forschung und Entwicklung von COVID-19-Impfstoffen dem BMBF drei Projekte zur Förderung vor; es waren Projekte der Unternehmen BioNTech, CureVac und IDT Biologika.
Curevac erhielt vom Bund eine Förderung in Höhe von 252 Millionen Euro, um die Entwicklung des Impfstoffs zu beschleunigen. Eine Option zur Lieferung von 20 Millionen Impfdosen an Deutschland wurde vereinbart.